# Голещихіно
Голещи́хіно (рос. Голещихино) — присілок у складі Парабельського району Томської області, Росія. Входить до складу Парабельського сільського поселення.

## Населення
Населення — 64 особи (2010; 50 у 2002).
Національний склад (станом на 2002 рік):
- росіяни — 100 %